# Trinidad en Tobago (1962-1976)
Trinidad en Tobago was van 1962 tot 1976 een onafhankelijk land binnen het Gemenebest van Naties met de Britse koningin Elizabeth II als staatshoofd (een Commonwealth realm). Het land ontstond op 31 augustus 1962 toen de Britse kolonie Trinidad en Tobago onafhankelijk werd. Enkele maanden daarvoor was de West-Indische Federatie, waar Trinidad en Tobago een onderdeel was, uiteengevallen. Op 1 augustus 1976 werd de monarchie afgeschaft en de Republiek Trinidad en Tobago uitgeroepen. 

## Bestuur
De Britse koningin Elizabeth II was staatshoofd van Trinidad en Tobago als zijnde de Koningin van Trinidad en Tobago. De koningin werd in haar functie vertegenwoordigd door een gouverneur-generaal. Tot 15 september 1972 was dit Solomon Hochoy, daarna, tot de uitroeping van de republiek, Ellis Clarke. In 1966 bezocht Elizabeth II Trinidad en Tobago in haar rol als koningin van het land.  
De premier van Trinidad en Tobago was Eric Williams. Hij was al premier voordat het land onafhankelijk was en bleef dat ook na de uitroeping van de republiek, tot aan zijn dood in 1981. Hij wordt door velen in het land gezien als de "vader van de natie". 